# Gießener Anzeiger
Der Gießener Anzeiger ist eine von Montag bis Samstag erscheinende regionale Tageszeitung für die Stadt und den Landkreis Gießen mit einer eigenen Lokalsport- und Lokalredaktion. Bis Oktober 2021 wurden auch Mantelseiten wie Politik, Wirtschaft, Sport und Kultur am Standort Gießen von der Gießener Anzeiger Verlags GmbH & Co. KG im Berliner Format hergestellt. Die verkaufte Auflage beträgt 8122 Exemplare, ein Minus von 78,2 Prozent seit 1998.

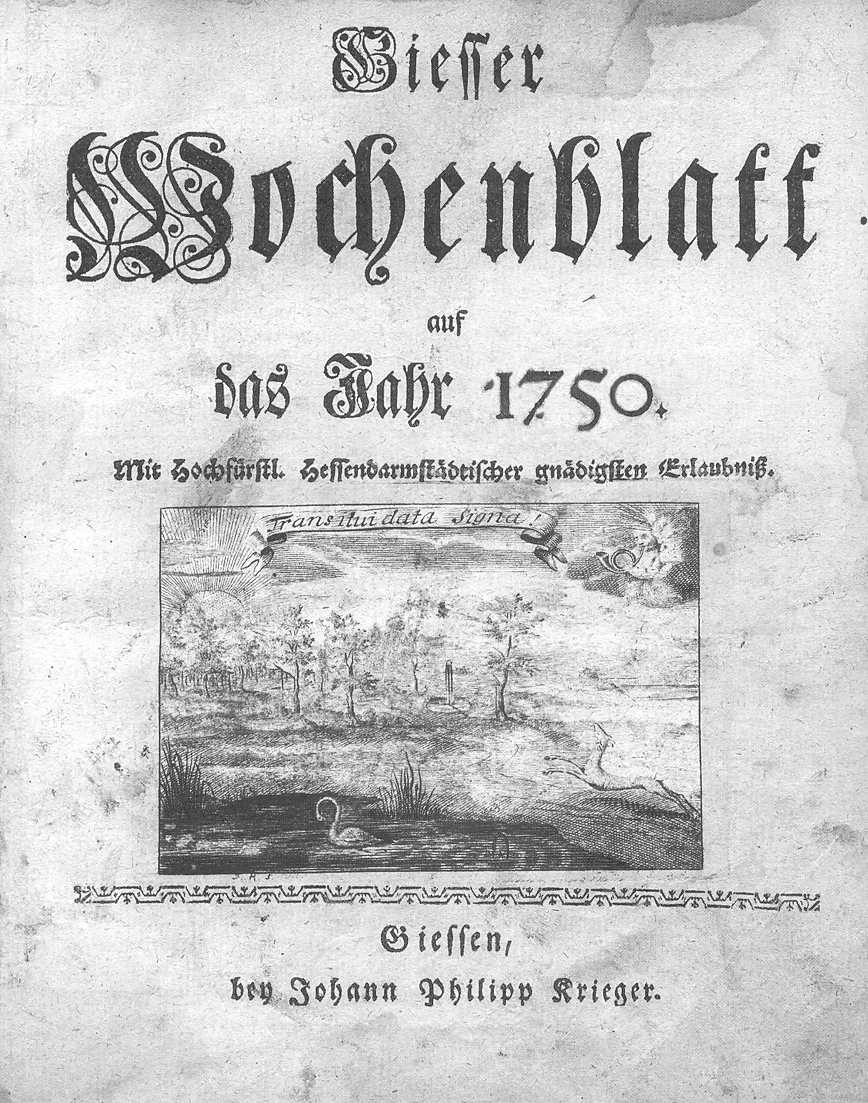
Titelseite des Ankündigungstextes für das Gießener Wochenblatt 1750

1750 als Giesser Wochenblatt gegründet, ist der Gießener Anzeiger die viertälteste Zeitung Deutschlands. Zur Zeitungsgruppe Zentralhessen gehören neben dem Haupttitel Gießener Anzeiger auch die Kopfzeitungen Kreis-Anzeiger für den Altkreis Büdigen mit Sitz in Nidda, Usinger Anzeiger für den Hochtaunuskreis, Gelnhäuser Tageblatt und Oberhessische Zeitung in Alsfeld.
In den vergangenen Jahren hat sich der Verlag des Gießener Anzeigers zu einem Medienhaus mit eigenen Internet-Auftritten aller Zeitungstitel und E-Paper-Ausgaben entwickelt.
Seit 2014 war die VRM mit Sitz in Mainz 100-prozentige Eigentümerin der Gießener Anzeiger Verlagsgesellschaft. Im August 2021 wurde bekannt, dass die Mediengruppe VRM den Gießener Anzeiger an die Mittelhessische Druck- und Verlagsgesellschaft verkauft hat, weitere Zeitungen sowie Anzeigenblätter gingen an die Zeitungsholding Hessen, die mehrheitlich dem Verleger Dirk Ippen gehört. Im Gegenzug will die VRM von ihm die Nassauische Neue Presse erwerben.

## Auflage
Der Gießener Anzeiger hat in den vergangenen Jahren erheblich an Auflage eingebüßt. Die verkaufte Auflage beträgt 8122 Exemplare, ein Minus von 78,2 Prozent seit 1998. Der Anteil der Abonnements an der verkauften Auflage liegt bei 91,5 Prozent.
| 1998  | 1999  | 2000  | 2001  | 2002  | 2003  | 2004  | 2005  | 2006  | 2007  | 2008  | 2009  | 2010  | 2011  | 2012  | 2013  | 2014  | 2015  | 2016  | 2017  | 2018  | 2019  | 2020  | 2021 | 2022 | 2023 | 2024 |
| ----- | ----- | ----- | ----- | ----- | ----- | ----- | ----- | ----- | ----- | ----- | ----- | ----- | ----- | ----- | ----- | ----- | ----- | ----- | ----- | ----- | ----- | ----- | ---- | ---- | ---- | ---- |
| 37333 | 36851 | 36455 | 36140 | 35219 | 34116 | 32997 | 32252 | 31384 | 30946 | 30072 | 29149 | 28285 | 27884 | 27466 | 26675 | 25965 | 25031 | 24490 | 23753 | 23188 | 21655 | 20821 |      |      |      |      |